# 韓恭
韓恭（1431年—？），字克讓，浙江紹興府餘姚縣人，明朝政治人物。同進士出身。

## 生平
景泰四年（1453年）癸酉科浙江鄉試第八十七名。天順元年（1457年）丁丑科會試第六十四名，殿試登進士第三甲第一百三十一名。

## 家族
曾祖父韓自然。祖父韓壽生。父亲韓文貴。